# Гамзаева, Ульвия Тапдыг кызы
Ульвия Тапдыг кызы Гамзаева (азерб. Həmzəyeva Ülviyyə Tapdıq qızı; род. 30 апреля 1982, Şəkərabad, Нахичеванская АССР) — государственный и политический деятель. Депутат Милли Меджлиса Азербайджанской Республики V, VI и VII созывов, член комитета по культуре. Депутат Верховного Меджлиса Нахичеванской Автономной Республики IV созыва. Заслуженный художник Азербайджанской Республики (2009).

## Биография
Родилась Ульвия Гамзаева 30 апреля 1982 году в селе Шакерабад, Нахичеванской Автономной Республики, республики Азербайджан. Среднее образование получила в городе Нахичевань. В 2003 году с отличием окончила факультет изобразительного искусства Нахичеванского государственного университета. В 2006 году с отличием окончила магистратуру Нахичеванского государственного университета по специальности «Теория и история педагогики». Работала старшим преподавателем кафедры изобразительного искусства и живописи Нахичеванского государственного университета. Является диссертантом университета.

## Политическая деятельность
Являлась депутатом Верховного Меджлиса Нахичеванской Автономной Республики V созыва, депутатом Милли меджлиса Азербайджана V созыва.
На VII съезде партии «Новый Азербайджан» (5 марта 2021 года) избрана членом правления ПЕА.
На выборах в Национальное собрание Азербайджана VI созыва, которые прошли 9 февраля 2020 года, баллотировалась по Джульфа—Бабекскому избирательному округу № 6. По итогам выборов одержала победу и получила мандат депутата Милли Меджлиса Азербайджанской Республики. С 10 марта 2020 года приступила к депутатским обязанностям. Является членом комитета по культуре.
В сентября 2024 года на парламентских выборах в Азербайджане 1 сентября одержала победу в Бабек-Нахичевань-Джульфинском избирательном округе №5. Официально стал депутатом Милли Меджлиса Азербайджана седьмого созыва, первое заседание которого состоялось 23 сентября 2024 года.

## Творчество
В своих авторских произведениях она стремится отразить в основном национальность, древность, мифологию и философию реальной жизни в своеобразной манере. Её произведения глубоко связаны с древними традициями азербайджанского искусства. Картины, напоминающие образцы ковров, миниатюр и древних петроглифов, оживляют фантастических персонажей легенд и сказок.
Ульвия Гамзаева является автором памятника жертвам геноцида, установленного в 2001 году в парке молодежи Нахичеванского государственного университета.
Работы художницы выставлялись в Азербайджане, США, Китае, Турции, Португалии, Грузии, Испании и др странах мира. В 2008 году была удостоена звания Заслуженного художника Нахичеванской Автономной республики, а в 2009 году почетного звания Заслуженного художника Азербайджанской Республики. Является членом Союза художников Азербайджана. В 2013 году была принята в действительное члены Всемирной Академии художеств «Новая эра». Является членом Международной ассоциации искусств ЮНЕСКО. С 2011 года является председателем Союза художников Нахичеванской Автономной Республики. Её работы хранятся в частных коллекциях и музеях.

## Награды
- Заслуженный художник Азербайджана (2009).
- Заслуженный художник Нахичеванской Автономной республики (2008).